# Trofeo Ciudad de Teruel
El Trofeo Ciudad de Teruel es un torneo futbolístico de carácter amistoso organizado por el Ayuntamiento de Teruel desde 2007, ubicado en el calendario de pretemporada del fútbol español. La primera edición se celebró en 2007. Se disputa en el Estadio Municipal de Pinilla.

## Curiosidades y anécdotas
En la primera edición del torneo (2007), a falta de seis minutos se produjo un apagón parcial de los focos del campo, lo que llevó al árbitro del encuentro, Luis Miguel Vallejo, a dar por finalizado el encuentro, después de consultarlo con los dos entrenadores y llegar a un consenso. Inmediátamente después tuvo lugar la tanda de penaltis para determinar qué equipo se proclamaba vencedor del Trofeo. 

## Finales
Nota: En caso de empate, el equipo de la izquierda ganó por penaltis. El resultado total contando los penaltis se indica entre paréntesis
| Año  | Campeón       | Subcampeón    | Marcador  |
| ---- | ------------- | ------------- | --------- |
| 2007 | Villarreal CF | Real Zaragoza | 1-1 (7-6) |
| 2008 | Villarreal CF | Real Zaragoza | 2-1       |
| 2009 | SD Huesca     | CD Teruel     | 4-0       |
| 2010 | Real Zaragoza | Villarreal CF | 2-1       |

## Palmarés
- 2 títulos:  Villarreal C. F.: 2007 y 2008.
- 1 título:  Real Zaragoza: 2010.
- 1 título:  S. D. Huesca: 2009.